# 바인 (서비스)
바인(Vine)은 엑스 모바일 응용 프로그램으로, 사용자가 엑스 피드를 통해 비디오 클립을 공유 할 수 있도록 한다. 클립의 최대 시간은 6초이다. 아이폰, 아이팟터치의 무료 iOS 앱으로 2013년 1월 24일에 공개되었다.

## 같이 보기
- 인터넷 밈
- 틱톡